# Rochers de Naye
Ne doit pas être confondu avec Gare des Rochers-de-Naye.
 (mars 2017).
Si vous disposez d'ouvrages ou d'articles de référence ou si vous connaissez des sites web de qualité traitant du thème abordé ici, merci de compléter l'article en donnant les références utiles à sa vérifiabilité et en les liant à la section « Notes et références ».
Les rochers de Naye sont une montagne des Préalpes vaudoises située sur les communes de Veytaux, Villeneuve et Montreux dans le canton de Vaud en Suisse.

## Toponymie
Selon Charles Kraege, le nom Naye vient du celtique cnec « sommet ». Le Doyen Bridel propose une première source celtique mal définie avec neach, qui signifie sommet. Les toponymistes ne sont pas d'accord et cherchent des racines en bas latin ou en patois jusqu'à ce que Pierre Delattre détermine que le mot cnec a donné les variantes nec'h ou naye, confirmant ainsi l'hypothèse de Bridel.

## Situation

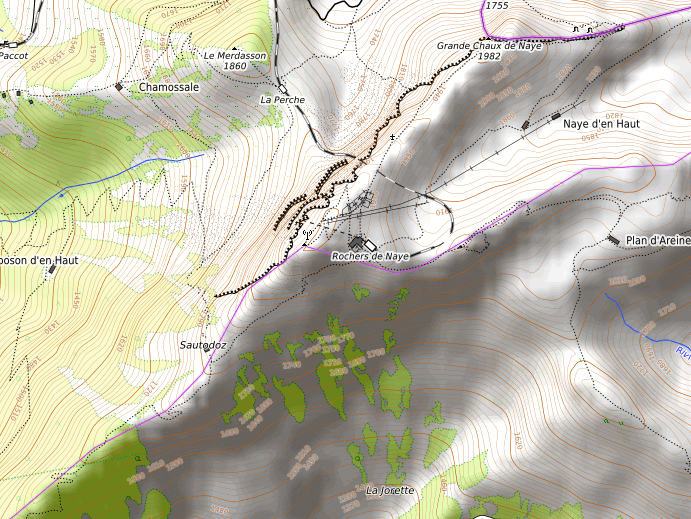
Carte topographique des rochers de Naye.

Culminant à 2 042 mètres d'altitude, ils sont, géologiquement, composés essentiellement de roches calcaires de la Nappe des Préalpes médianes. Ils sont accessibles à pied, en train ou à ski. Il y a une grande variété d'itinéraires et des points de vue sur le lac Léman, les Alpes vaudoises, valaisannes, bernoises et françaises.
On peut notamment voir les sommets voisins de la dent de Jaman et de la Cape aux Moines, le Jura romand, une grande partie des Préalpes fribourgeoises et des Alpes vaudoises avec le massif des Diablerets, l'Oberland bernois avec le trio Eiger-Mönch-Jungfrau ainsi que le mont Dolent et l'aiguille Verte dans le massif du Mont-Blanc.
Les rochers de Naye ont accueilli un espace consacré à l'observation des marmottes, appelé « Marmottes Paradis » et composé de sept parcs ou l'on peut voir des marmottes venant d'Asie, d'Europe et d'Amérique. Durant l'été, le jardin alpin la « Rambertia » est accessible. Destiné à la culture des plantes de montagne du monde entier, ce jardin comprend environ mille espèces de fleurs et de plantes.
Un sentier part vers l'est en direction de la grotte de Naye et de la Rambertia.
Un mat comprenant de nombreuses antennes de télécommunication occupe le sommet.

## Accès
On peut accéder au sommet des rochers de Naye soit à pied, soit par le chemin de fer Montreux-Glion-Rochers de Naye, une ligne de chemin de fer longue de 10,36 km, à voie unique à crémaillère qui couvre en 55 minutes une dénivellation de 1 600 mètres et qui dessert aussi Glion et Caux. Il s'agit de la plus haute voie ferrée du canton. La gare sommitale abrite aussi un restaurant et un hôtel. Il n'y a pas d'accès pour les automobiles au-delà de Caux.
Pour accéder au sommet des rochers de Naye à pied et en été, depuis la gare de Montreux par exemple, il faut compter environ 5 heures de marche, en passant par Glion, Caux, Liboson d'en haut. De Liboson d'en haut, deux chemins sont proposés : l'un, plus simple et plus accessible, passant par la plateforme de décollage de parapente de Sonchaux, le Creux à la Cierge, Les Dentaux, Sautodoz, l'autre, plus difficile et plus raide, qui mène aussi à Sautodoz, dernière étape avant d'atteindre le sommet.

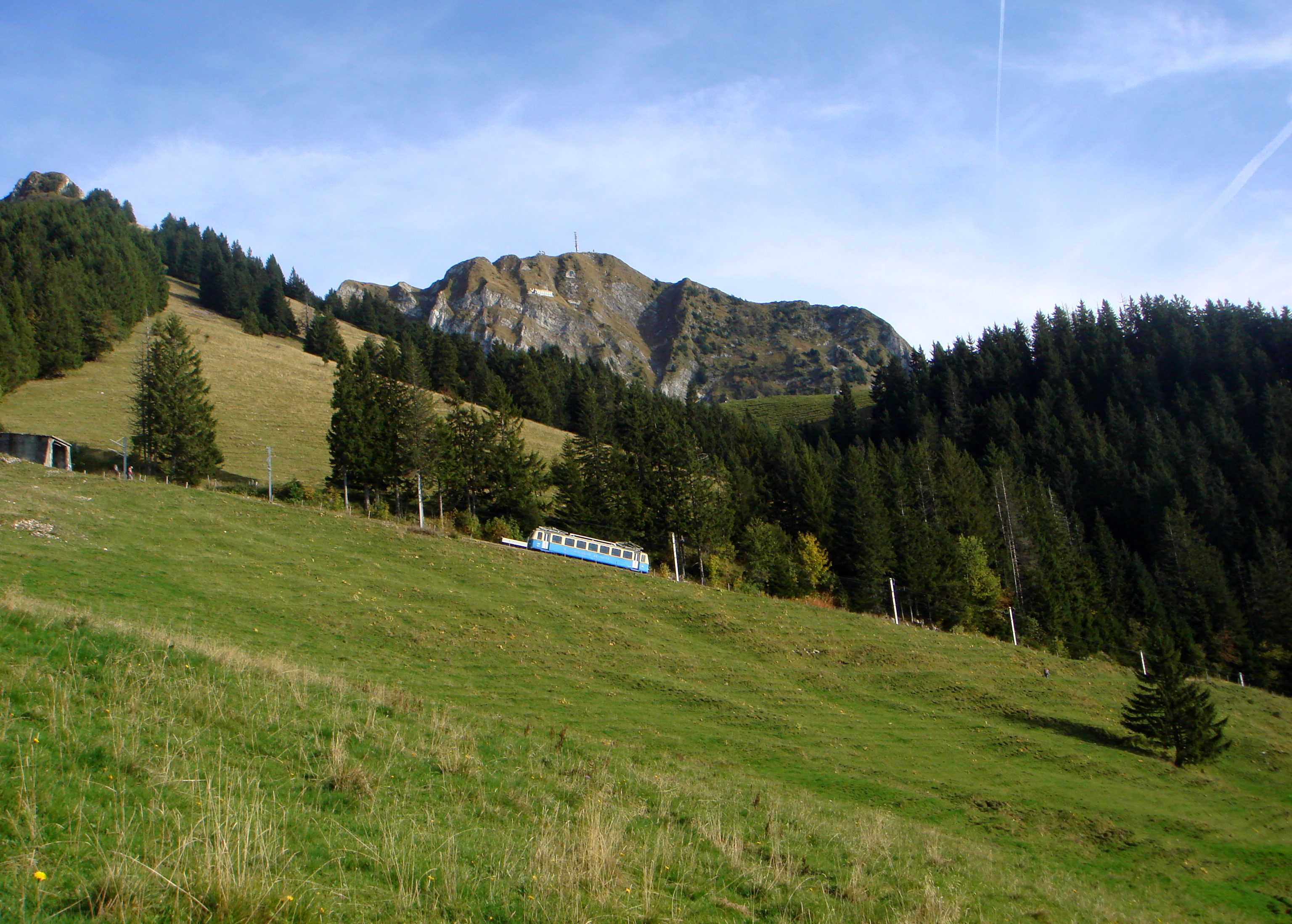
Un train gravissant la montagne.
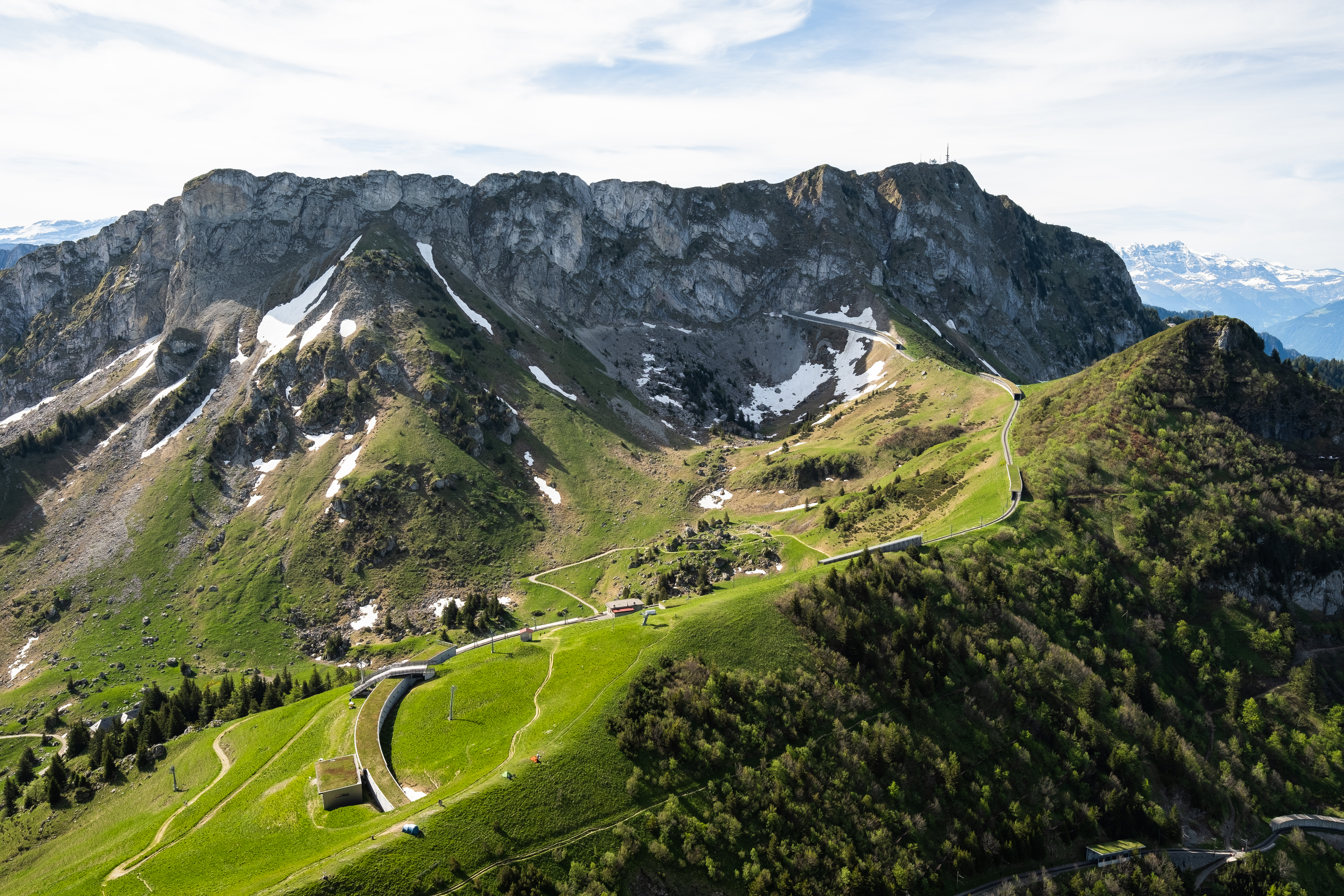
Ligne MGN entre Jaman et les rochers de Naye.
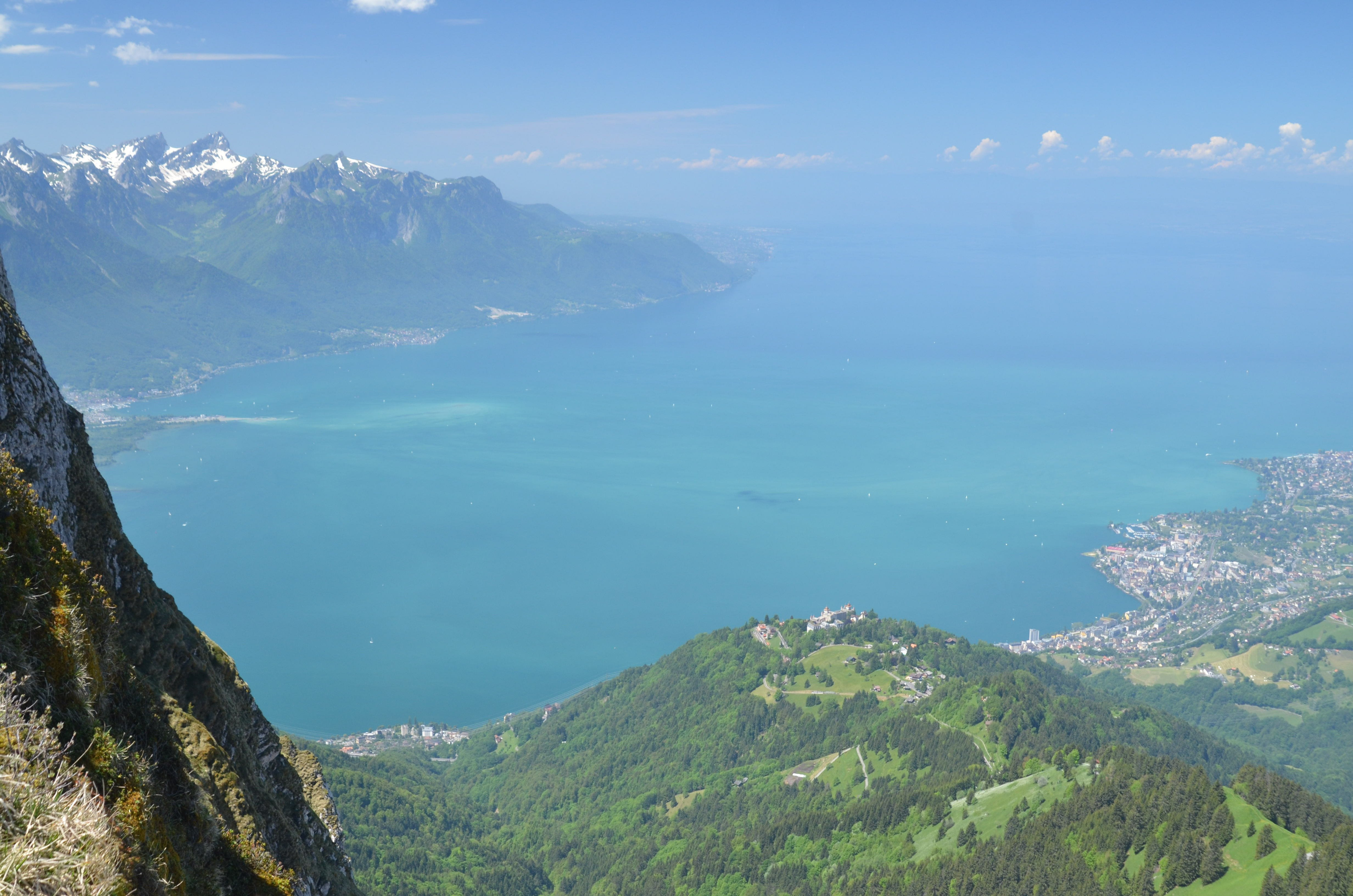
Vue du Léman depuis la crête des rochers de Naye.
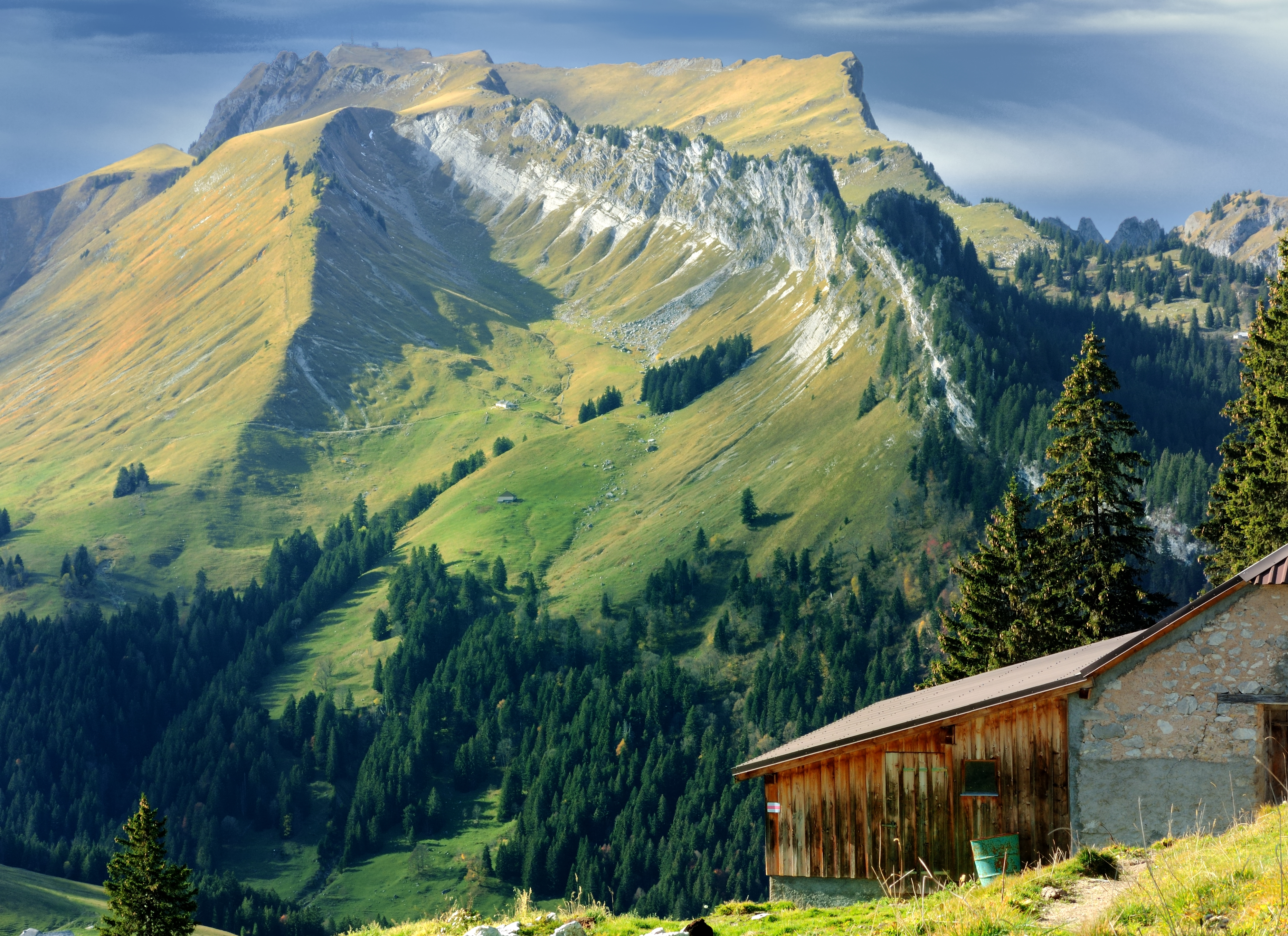
Vue du versant oriental de la montagne.

## Course
Chaque année en juillet, le restaurant accueille l'arrivée des courses Montreux-Les-Rochers-de-Naye.

## Domaine skiable
Le domaine skiable est accessible depuis le parking payant de Montreux ou depuis les petits parkings gratuits de Glion et Caux, et ce uniquement avec le train à crémaillère qui part toutes les heures. La seule exception est le téléski de Haut-de-Caux, qui est situé immédiatement au niveau du parking, à côté de l'hostellerie de Caux (restaurant « Le Coucou »).
Depuis la saison 2015-2016 un abonnement annuel unique permet de skier aux Pléiades et aux Rochers de Naye, incluant les trains Vevey-Les Pléiades et Montreux-Les Rochers-de-Naye.
La saison hivernale prend fin en général à la fin mars.
Rochers de Naye
Il s'agit du sous-domaine sommital, situé entre 1 830 et 2 021 mètres d'altitude, sur une zone entièrement au-delà de la forêt. Il est desservi par deux téléskis, dont le plus long dédouble le second téléski sur sa partie supérieure. Deux pistes de niveau de difficulté facile — très larges sur la partie haute et étroites comme une route sur la partie inférieure — sont desservies, ainsi qu'un petit snowpark. La combe de Nayes offre quelques possibilité de ski hors-pistes. L'école suisse de ski y propose des cours collectif de ski et de snowboard. La gare des Rochers de Naye accueille également un restaurent avec service à table et self-service comprenant une terrasse, le tunnel d'accès au restaurent panoramique situé dans la paroi rocheuse de la montagne et une boutique souvenir. Un hébergement en yourte est également proposé.
Jaman
Séparé du sous-domaine sommital par la large barre des rochers de Naye, il est desservi par un unique téléski qui a été reconstruit en 2003 en remplacement d'une arbalète. Les pistes y sont situées de part et d'autre de la limite de la forêt, entre 1 354 et 1 750 mètres d'altitude. Du fait du dénivelé plus important mais aussi de la typologie du terrain, de nombreuses possibilités de ski hors piste y sont offertes. Les pistes y sont relativement étroites et pentues sur le bas. Les pistes qui partent de la zone la plus élevée sont accessibles depuis l'arrêt de train de la Perche, situé quasiment au pied de la paroi rocheuse. L'impératif de devoir attendre chaque heure le passage du train explique que cette partie supérieure soit très peu fréquentée. Ce même arrêt de la Perche est le point de départ pour l'itinéraire à ski de la piste du Diable, qui permet aux skieurs expérimentés de rejoindre Caux à travers champs et forêts sur un terrain de fait non entretenu par des dameuses mais sécurisé.